# Maserati A6GCM
La Maserati A6GCM est une voiture de course monoplace de la marque italienne Maserati, produite à douze exemplaires pendant la période 1951 à 1953. 

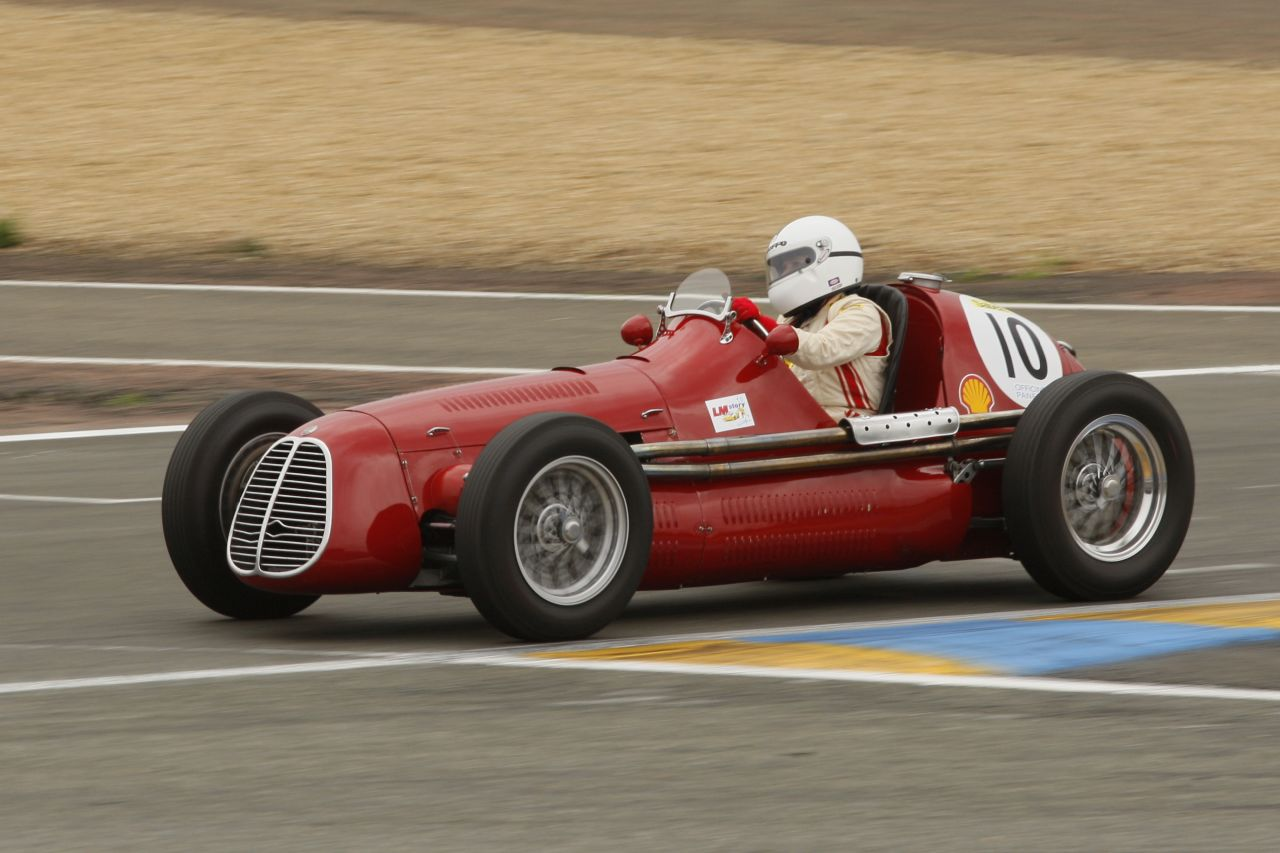
Maserati A6GCM.

## Introduction
La Maserati A6GCM fait partie de la famille A6 qui était constituée de nombreux modèles de course et de tourisme.
- A6 : le nom de la série : Alfieri, 6 cylindres
- G : Ghisa, pour le bloc en fonte
- C : Corsa, pour course
- M : Monoposto, pour monoplace.

La Tipo6 CS (Corsa Sportivo : barquette) s’étant même fait remarquer dans des courses de Formule 2 avec son petit moteur de 1 500 cm3, Maserati avait décidé de lancer un modèle correspondant à cette nouvelle réglementation de la FIA.

## Conception
Le moteur à 6 cylindres en ligne de 2 litres, 2 ACT, deux soupapes par cylindre, trois carburateurs Weber double-corps (de 38 initialement, de 40 sur les séries II et III) développe de 160  à   197 ch. Il a été conçu par Alberto Massimino et Vittorio Bellentani. Il est décliné successivement en trois versions de cylindrées proches : 
- 1 987 cm3, moteur à longue course : 72,6 x 80 mm, taux de compression de 13,5:1, puissance 160 ch, en 1951 et 1952), puis

- 1 989 cm3 (moteur dit carré, 75 x 75 mm, taux de compression de 13,5:1, à double allumage, de 180 ch, fin 1952) et enfin
- 1 960 cm3 (super carré 76,2 x 72 mm, taux de compression de 12:1, à double allumage, de 197 ch, en 1953).

Le moteur est servi par une boîte à 4 rapports.
Le châssis a été conçu par Medardo Fantuzzi. La voiture est construite en aluminium et pèse de 550 à 570 kg en fonction du moteur utilisé. Elle utilise un pont rigide arrière avec des ressorts à lame et des amortisseurs hydrauliques Houdaille, et à l’avant des suspensions indépendantes à ressorts hélicoïdaux et des amortisseurs hydrauliques Houdaille. La commande des freins est hydraulique sur des freins à tambours. L’empattement initial était de 2 280 mm pour être allongé à 2 310 mm sur la dernière version. La voie avant était de 1 278 mm initialement pour être ramenée à 1 200 mm sur la version ultime. La voie arrière a subi le même traitement pour passer de 1 225 mm à 1 160 mm. Les roues à rayons étaient de 4" x 15" initialement pour passer à 5" x 16" en 1953.

## Évolution

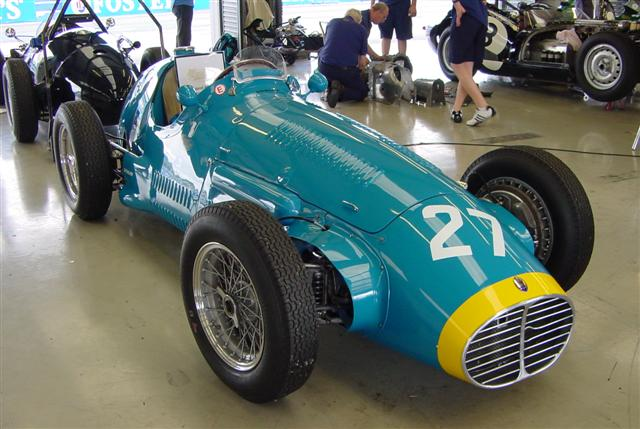
Une Maserati A6GCM « interim » ou A6SSG aux couleurs du Siam, celles du Prince Bira

La version de 1953 est le fruit de Gioachino Colombo, qui modifie largement la voiture : le moteur de 1 959 cm3 développe près de 200 ch maintenant et le châssis intègre de nouvelles suspensions et des freins améliorés. La carrosserie est affinée. Elle reçoit une calandre ovale. Dans certains ouvrages, ce modèle est appelé Interim et dans d’autres A6SSG.
Ce modèle sera en outre le précurseur de la fameuse Maserati 250F. D’ailleurs plusieurs A6GCM, les dernières montées en 1952 et en 1953, seront reconverties en 250F en 1954.

## Résultats
Le même modèle a concouru en Formule 1 (classé dans neuf épreuves) et en Formule 2 (classé dans dix épreuves) ainsi que dans des épreuves hors-championnat, comme cela était courant au début des années 1950.
Présente au départ de 151 courses, elle en termina 81. Avec vingt-trois podiums et six courses gagnées, l’A6GCM a eu un parcours exceptionnel, servie par des pilotes mythiques.

### Les podiums
| Classe      | Date   | Epreuve                                | Pilote                  | Pos. | Ecurie                    |
| ----------- | ------ | -------------------------------------- | ----------------------- | ---- | ------------------------- |
| F 1         | 9/1952 | 23e Grand Prix automobile d'Italie     | José Froilán González   | 2    | Officine Alfieri Maserati |
| F 1         | 1/1953 | 1er Gran Premio de la Rep. Argentina   | José Froilán González   | 3    | Officine Alfieri Maserati |
| F 1         | 6/1953 | 4e Grote Prijs van Nederland           | Felice Bonetto          | 3    | Officine Alfieri Maserati |
| F 1         | 6/1953 | 15e Grand Prix de Belgique             | Onofre Marimón          | 3    | Officine Alfieri Maserati |
| F 1         | 7/1953 | 11e Grand Prix de l'ACF                | Juan Manuel Fangio      | 2    | Officine Alfieri Maserati |
| F 1         | 7/1953 | 11e Grand Prix de l'ACF                | José Froilán González   | 3    | Officine Alfieri Maserati |
| F 1         | 7/1953 | 6e RAC British Grand Prix              | Juan Manuel Fangio      | 2    | Officine Alfieri Maserati |
| F 1         | 8/1953 | 16e Grosser Preis von Deutschland      | Juan Manuel Fangio      | 2    | Officine Alfieri Maserati |
| F 1         | 9/1953 | 24e Gran Premio d'Italia               | Juan Manuel Fangio      | 1    | Officine Alfieri Maserati |
| F 2         | 9/1952 | 3e Gran Premio di Modena               | José Froilán González   | 2    | Officine Alfieri Maserati |
| F 2         | 3/1953 | 3e Gran Premio di Siracusa             | Emmanuel de Graffenried | 1    | Enrico Platé              |
| F 2         | 4/1953 | 5e Lavant Cup Goodwood                 | Emmanuel de Graffenried | 1    | Privé                     |
| F 2         | 5/1953 | 6e Gran Premio di Napoli               | Juan Manuel Fangio      | 2    | Officine Alfieri Maserati |
| F 2         | 5/1953 | 6e Gran Premio di Napoli               | José Froilán González   | 3    | Officine Alfieri Maserati |
| F 2         | 5/1953 | 17e Internationales ADAC Eifelrennen   | Emmanuel de Graffenried | 1    | Privé                     |
| F 2         | 9/1953 | 4e Gran Premio di Modena               | Juan Manuel Fangio      | 1    | Officine Alfieri Maserati |
| F 2         | 9/1953 | 4e Gran Premio di Modena               | Onofre Marimón          | 2    | Officine Alfieri Maserati |
| F 2         | 9/1953 | 4e Gran Premio di Modena               | Emmanuel de Graffenried | 3    | Officine Alfieri Maserati |
| F 2         | 6/1954 | 24e Grand Prix des Frontières          | Prince Bira             | 1    | Privé                     |
| Hors-Champ. | 1/1954 | 11e Gran Premio Ciudad de Buenos Aires | Roberto Mières          | 2    | Privé                     |
| Hors-Champ. | 4/1954 | 15e Grand Prix Automobile de Pau       | Roberto Mières          | 3    | Officine Alfieri Maserati |
| Hors-Champ. | 6/1954 | 13e Gran Premio di Roma                | Harry Schell            | 2    | Privé                     |
| Hors-Champ. | 8/1954 | 23e Circuito di Pescara                | Harry Schell            | 3    | Privé                     |